# Orgue de l'église Saint-Symphorien de Tours
L'orgue de l'église Saint-Symphorien de Tours est un orgue construit entre 1885 et 1887 par le facteur nantais Louis Debierre, Opus 79. Il est situé dans l'église Saint-Symphorien à Tours (église classée monument historique en 1921).
La partie instrumentale de l'orgue est classée monument historique par arrêté du 4 décembre 1984.

## Le premier orgue de l’église Saint-Symphorien: l’orgue de Joseph Lapeyrère et de Louis Bonn de 1844

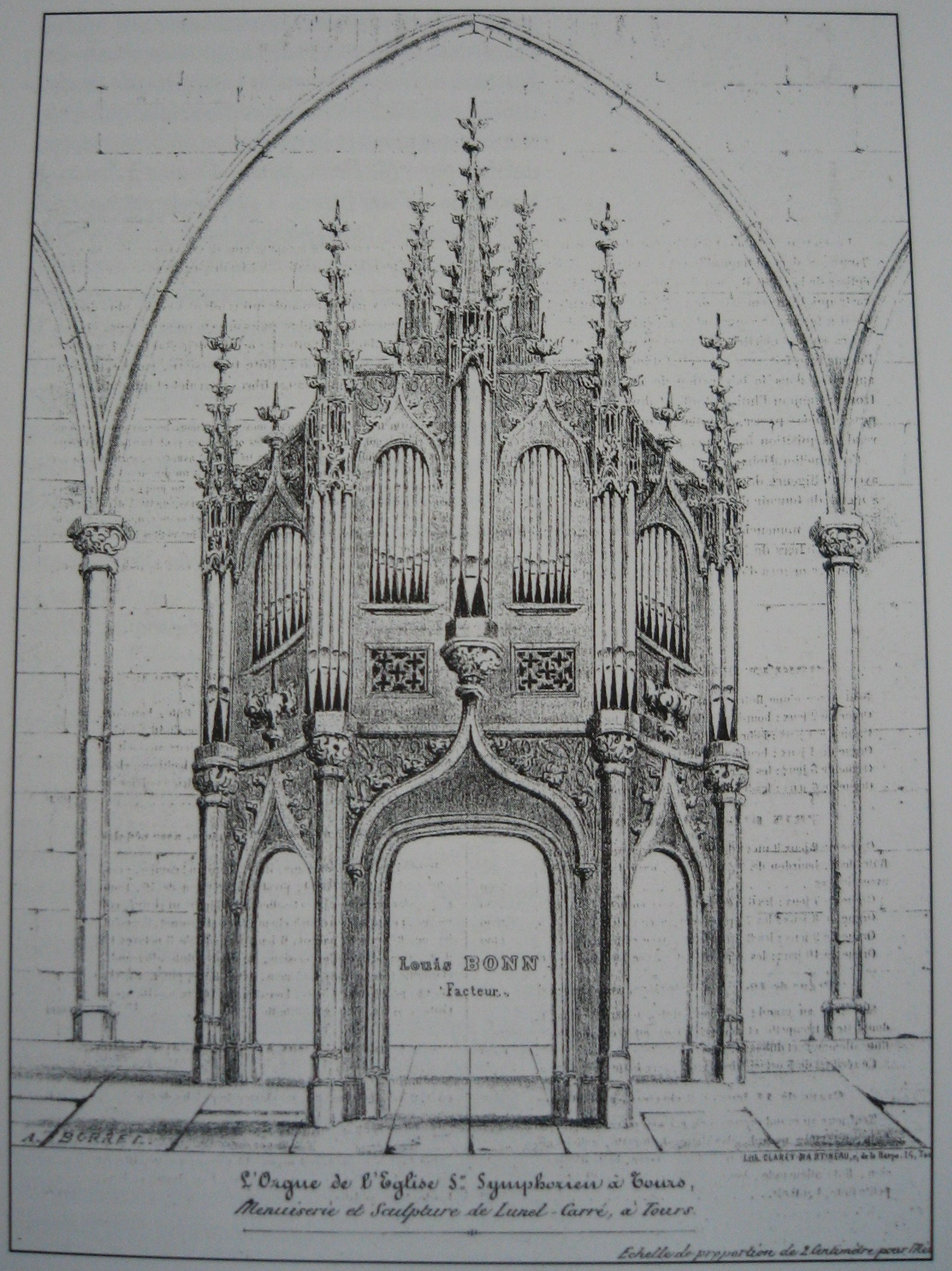
Gravure représentant l'orgue de Louis Bonn de 1844 détruit dans l'incendie de 1885.

Le curé de la paroisse de Saint-Symphorien, l’abbé Bodin, passe à une date inconnue, un contrat verbal avec l’abbé Lapeyrère qui était fabricant d’orgues à Tours. Pour satisfaire à la loi, l’abbé Lapeyrère est contraint de cesser son activité et est ainsi obligé de déposer le bilan de sa petite entreprise le 12 juillet 1844. L’orgue de Saint-Symphorien n’est cependant pas terminé.
Pour permettre d’achever l’instrument, les mandataires de la faillite de Lapeyrère obtiennent, le 20 juillet 1844, de faire une transaction avec l’abbé Bodin. Celle-ci est enregistrée le 20 juillet 1844. Après plusieurs tractations, l’orgue semble terminé le 13 août 1844. C’est Louis Bonn, alors contremaître chez Lapeyrère et futur facteur d’orgue, qui terminera l’orgue de Saint-Symphorien. Le 5 septembre, a lieu la réception de l’instrument. Louis Bonn est couvert d’éloges.
La composition de l’orgue est malheureusement inconnue. Divers travaux d’entretiens surviendront : en 1863, 1865, 1879.

## L'incendie de 1885
L’orgue de Louis Bonn et de Joseph Lapeyrère disparut dans un incendie en 1885. En effet, dans la nuit du vendredi au samedi saint de l’année 1885, des malfaiteurs s’introduisirent dans l’église, brisèrent le tronc et mirent le feu à l’orgue. Cet incendie provoqua de nombreux dégâts : 200 chaises détruites, peintures et ornements de l’église détériorés. Quant à l’orgue, le curé et le trésorier de la fabrique demandèrent une expertise le 18 avril suivant au facteur d’orgues parisien Stolz agissant pour la compagnie d’assurances et à Beaurain, facteur d’orgues à Orléans, agissant au nom de la fabrique de Saint-Symphorien.
Après expertise, la somme versée par la compagnie d’assurance pour l’orgue s’établira à 13 305,90 francs. Grâce à cette indemnité, la construction d’un nouvel instrument pourra alors être possible.

## L’orgue de Louis Debierre de 1887
Le conseil de fabrique demande à plusieurs manufactures d’établir un devis pour la construction du nouvel orgue. Ainsi, Cavaillé-Coll, Merklin, Stolz, Beaurain et Debierre se portent candidats. Finalement, ce sera le facteur nantais Louis Debierre qui sera retenu par le conseil de fabrique le 17 septembre 1885 et dès le 23 septembre, une commande pour un orgue neuf lui est passée pour la somme de 18 700 francs. Louis Debierre accepte le contrat le 25 septembre et annonce la venue de son contremaître à Tours entre le 10 et le 15 octobre suivant. Les travaux peuvent alors commencer.
En 1887, l'orgue est enfin terminé. Le 15 mars a lieu la bénédiction et l'inauguration du nouvel instrument. La veille a lieu l'expertise du grand orgue qui fait l'admiration du jury.
L'entretien de l'instrument : 
- 1888 - 1903 : l'entretien est assuré par la maison Debierre.
- 1915 : Entretien et accord par l'abbé Tronchet (de Nogent-le-Rotrou).
- 1927 : installation d'un ventilateur électrique.
- 1933 - 1940 : l'entretien est de nouveau assuré par la maison Debierre.
- 1965 : Adaptation du pédalier de l'orgue de l'église Saint-Julien de Tours à l'orgue de Saint-Symphorien.
- 1974 - 1975 : Entretien par Jean-Marc Cicchero.
- 1981 - 1984 : Entretien par Jean-Jacques Mounier (de Francheville).
- 4 décembre 1984 : Après la visite de l'orgue par Marie-Claire Alain, celle-ci fait classer par arrêté la partie instrumentale parmi les monuments historiques.
- 1985 : changement du ventilateur électrique par Louis Benoist et Pierre Sarélot (de Laigné-en-Belin).
- 1989 : Restauration à l'identique des gosiers par Louis Benoist.

## Composition de l'instrument de Debierre
- Le buffet :

Composition très originale. La façade fut, à la demande du clergé, adaptée au style de l'église, à savoir l'époque Renaissance. Le meuble est entièrement clos, réalisé en bois résineux recouvert d'une peinture de teinte chocolat foncé. On compte neuf plates-faces étroites. Le corps central est couronné d'un fronton triangulaire dont le centre est occupé par une croix. Deux hautes tourelles sont réparties de part et d'autre du buffet.
- La console :

Elle est indépendante, au centre du buffet, tournée vers le chœur. Elle est composée de deux claviers de 56 notes. Au-dessus du récit, on trouve la plaque du facteur nantais : "LOUIS DEBIERRE NANTES". Les registres sont disposés horizontalement au-dessus des claviers sur deux rangées. La console comporte enfin un pédalier à l'allemande de trente notes.
- Les registres :

| Clavier I Grand-Orgue 56 notes (ut1-sol5)                                                                            | Clavier II Récit expressif 56 notes (ut1-sol5)                                                                     | Pédalier à l'allemande 30 notes (ut1-fa3) |
| --- | --- | ----------------------------------------- |
| Bourdon 16 Montre 8 Bourdon 8 Flûte harmonique 8 Prestant 4 Doublette 2 Plein jeu IV Basson 16 Trompette 8 Clairon 4 | Flûte traversière 8 Bourdon 8 Gambe 8 Voix céleste 8 Flûte octaviante 4 Flageolet 2 Basson-hautbois 8 Clarinette 8 | Soubasse * 16 Basse * 8 Dolce * 8         |

(*) Par emprunt du bourdon 16, de la flûte harmonique 8 et du bourdon 8 du grand-orgue.
Combinaisons : Tirasse I – Tirasse II – Accouplement II/I en 16 – Expression récit – Appel combinaisons grand-orgue – Appel combinaison récit – Trémolo.
Tous les tuyaux sont marqués au poinçon du nom du jeu suivi du nom de la note.

## Liste des organistes titulaires ou habituels
- Années 1930 : Ch. Guillou
- Jusqu'en 1982 - 1983 : Mme Rousseau
- Vers 1984 : Stéphane Béchy
- 1985 - 1992 : Jean-Louis Grosshenry
- 1992 - 1995 : David Menard
- 1995 - 2003 : Guy Buffard
- 2003 - 2005 : Ludovic Billon
- 2005 – 2009 : Philippe Bataille
- 2009 - 2012 :
- 2012 - 2014 : Ludovic Billon
- 2014 - : Alexandre Monroig
- depuis 2017: Guillaume Brioude